# Mashamba Est
Mashamba Est är ett dagbrott vid staden Kolwezi i Kongo-Kinshasa. Det ligger i provinsen Lualaba, i den södra delen av landet, 1 300 km sydost om huvudstaden Kinshasa. I Mashamba Est bröts 490 000 ton koppar och 34 000 ton kobolt mellan 1985 och 1988.